# 桐野洋雄
桐野洋雄（1932年11月24日—）日本的電影演員。

## 生平
在早稻田大學畢業之後，進入演藝學校，和仲代達矢、佐藤慶、中谷一郎是同學，1958年正式加入東寶，常參與本多豬四郎、福田純、岡本喜八、松林宗惠等導演的作品，1970年退休。

## 參與作品

### 電影
- 日本的悲劇（1953年）
- 美女和液體人（1958年）
- 大怪獸巴朗（1958年）
- 暗黑街的顏役（1959年）
- 獨立愚連隊（1959年）
- 日本誕生（1959年）
- 宇宙大戰爭（1959年）
- 電送人間（1960年）
- 太平洋之嵐（1960年）
- 獨立愚連隊西進（1960年）
- 大鏢客（1961年）
- 世界大戰爭（1961年）
- 暗黑街擊滅命令（1961年）
- 妖星哥拉斯（1962年）
- 金剛對哥吉拉（1962年）
- 暗黑街之牙（1962年）
- 太平洋之翼（1963年）
- 大盜賊（1963年）
- 海底軍艦（1963年）
- 宇宙大怪獸德古拉（1964年）
- 侍（1965年）
- 暗黒街全滅作戰（1965年）
- 太平洋奇蹟的作戰 金斯卡島（1965年）
- 科學怪人對地底怪獸（1965年）
- 大冒險（1965年）
- 怪獸大戰爭（1965年）
- 科學怪人的怪獸 山達對蓋拉（1966年）
- 南太平洋的若大將（1967年）
- 金剛的逆襲（1967年）
- 日本最長的一日（1967年）
- 100發100中 黃金之眼（1968年）
- 怪獸總進擊（1968年）
- 聯合艦隊司令長官 山本五十六（1968年）
- 瘋狂的大爆發（1969年）
- 日本一斷絶男（1969年）
- 瘋狂的突襲清水港（1970年）

### 電視劇
- 超異象之謎（1966年）
- 超人力霸王（1966年）